# Talipariti crestaense
Talipariti crestaense är en malvaväxtart som först beskrevs av Borss.Waalk., och fick sitt nu gällande namn av Paul Arnold Fryxell. Talipariti crestaense ingår i släktet Talipariti och familjen malvaväxter. Inga underarter finns listade i Catalogue of Life.